# Điền Hướng Lợi
Điền Hướng Lợi (tiếng Trung giản thể: 田向利, bính âm Hán ngữ: Tián Xiàng Lì, sinh tháng 3 năm 1963, người Hán) là nữ chính trị gia nước Cộng hòa Nhân dân Trung Hoa. Bà hiện là Bí thư Đảng tổ, Chủ tịch Chính Hiệp Tứ Xuyên. Bà từng là Thường vụ Tỉnh ủy, Bộ trưởng Bộ Thống Chiến Tỉnh ủy Tứ Xuyên; Thường vụ Tỉnh ủy, Bộ trưởng Bộ Tuyên truyền Tỉnh ủy Hà Bắc, và cũng nguyên là Bộ trưởng Bộ Thống Chiến Tỉnh ủy Hà Bắc.
Điền Hướng Lợi là đảng viên Đảng Cộng sản Trung Quốc, học vị Cử nhân Trung văn, Thạc sĩ Kinh tế học, Tiến sĩ Quản trị học. Bà có hơn 30 năm công tác ở quê nhà Hà Bắc, gần 20 năm công tác thanh niên địa phương trong sự nghiệp của mình.

## Xuất thân và giáo dục
Điền Hướng Lợi sinh tháng 3 năm 1963 tại địa cấp thị Hình Đài, tỉnh Hà Bắc, Cộng hòa Nhân dân Trung Hoa. Bà lớn lên và tốt nghiệp cao trung ở Hình Đài năm 1981 rồi theo học Trường Chuyên khoa Sư phạm Thạch Gia Khẩu (张家口师范专科学校, nay là Học viện Bắc Hà Bắc) và tốt nghiệp cử nhân chuyên ngành Trung văn vào tháng 7 năm 1984. Tháng 3 năm 1996, bà tới thủ phủ Trường Xuân, học chương trình kinh tế quốc dân ở Học viện Quản lý kinh tế của Đại học Cát Lâm, nhận bằng Thạc sĩ Kinh tế vào tháng 6 năm 1999. Sau đó 2 năm, bà là nghiên cứu sinh về kỹ thuật và khoa học quản trị tại Học viện Quản lý của Đại học Thiên Tân, bảo vệ thành công luận án tiến sĩ đề tài "Nghiên cứu phát triển phối hợp kinh tế và xã hội nông thôn đất nước tôi" (我国农村经济社会协调发展研究), trở thành Tiến sĩ Quản trị học vào tháng 7 năm 2004. Điền Hướng Lợi được kết nạp Đảng Cộng sản Trung Quốc vào tháng 1 năm 1984 tại trường Trương Gia Khẩu, bà từng tham gia khóa học chuyên ngành kinh tế theo diện giáo dục từ xa từ tháng 8 năm 1992 đến tháng 12 năm 1994 của Trường Đảng Trung ương Đảng Cộng sản Trung Quốc.

## Sự nghiệp

### Thanh niên Hà Bắc
Tháng 7 năm 1984, sau khi tốt nghiệp trường Trương Gia Khẩu, Điền Hướng Lợi được tuyển dụng vào Chính phủ Nhân dân tỉnh Hà Bắc ở vị trí cán bộ Văn phòng Nhai đạo Nam Trưởng Nhai của quận Kiều Tây thuộc thủ phủ Thạch Gia Trang. Một năm sau, bà được điều sang khối Đoàn Thanh niên Cộng sản Trung Quốc của Thạch Gia Trang, nhậm chức Bí thư Quận đoàn Kiều Tây, và giữ vị trí này gần 7 năm 1985–92. Tháng 2 năm 1992, bà được thăng chức làm Phó Bí thư Thành đoàn Thạch Gia Trang, từng điều trở lại quận Kiều Tây làm người phụ trách Chính phủ quận trong 3 tháng của năm 1995 rồi trở lại khối thanh niên làm Bí thư Quận đoàn Thạch Gia Trang từ tháng 5 năm 1995. Thời kỳ này, bà tham gia giáo dục hàm thụ giai đoạn 1992–94 ở Trường Đảng Trung ương nên được tạm giữ vị trí Phó Trưởng phòng Tài chính và Thương mại của Bộ Công tác thanh niên Trung ương thuộc Trung ương Đoàn từ tháng 10 năm 1993 đến tháng 1 năm 1994. Tháng 9 năm 1996, bà được bầu làm Phó Bí thư Tỉnh đoàn Hà Bắc, Chủ tịch Hội Liên hiệp Thanh niên Hà Bắc và là Bí thư Tỉnh đoàn từ tháng 6 năm 2001. Tính tới giai đoạn này, bà đã có gần 20 năm công tác thanh niên ở quê nhà Hà Bắc.

### Tổ chức địa phương
Tháng 3 năm 2003, Điền Hướng Lợi được điều tới địa cấp thị Đường Sơn, nhậm chức Phó Bí thư Thị ủy cấp chính sảnh địa. Sang tháng 11 năm 2006, bà được điều lên Tỉnh ủy Hà Bắc làm Phó Bộ trưởng thường vụ Bộ Công tác Mặt trận Thống nhất của Tỉnh ủy. Sau đó 1 năm, bà chuyển sang vị trí Phó Bộ trưởng Bộ Tổ chức Tỉnh ủy, kiêm nhiệm là Chủ nhiệm Văn phòng Ủy ban Biên chế cơ cấu tỉnh, Bí thư Đảng tổ, Sảnh trưởng Sảnh Nhân sự Hà Bắc.
Tháng 1 năm 2008, Điền Hướng Lợi được bầu làm Phó Chủ tịch Chính Hiệp Hà Bắc, cấp phó tỉnh. Đến tháng 11 năm 2011, bà được bầu vào Ban Thường vụ Tỉnh ủy, phân công làm Bộ trưởng Bộ Thống Chiến Tỉnh ủy. Tháng 2 năm 2013, bà được điều tới địa cấp thị Tần Hoàng Đảo, nhậm chức Bí thư Thị ủy, sau đó ở đây 2 năm thì được chuyển về Tỉnh ủy nhậm chức Bộ trưởng Bộ Tuyên truyền Tỉnh ủy Hà Bắc. Tháng 12 năm 2017, bà được điều tới tỉnh Tứ Xuyên, chỉ định vào Ban Thường vụ Thành ủy, phân công làm Bộ trưởng Bộ Thống Chiến Tỉnh ủy Tứ Xuyên, kiêm Chủ tịch Tổng Công hội của tỉnh này sau đó 2 tháng. Tháng 2 năm 2018, bà trúng cử là đại biểu của Đại hội Đại biểu Nhân dân toàn quốc khóa XIII từ Tứ Xuyên. Tháng 12 năm 2021, Điền Hướng Lợi được phân công làm Bí thư Đảng tổ Chính Hiệp tỉnh, đến ngày 20 tháng 1 năm 2022 thì được bầu làm Chủ tịch Ủy ban Tứ Xuyên Hội nghị Hiệp thương Chính trị Nhân dân Trung Quốc, miễn nhiệm vị trí ở Ban Thường vụ Tỉnh ủy.